# 王國之心 記憶之鍊
《王国之心 记忆之链》是史克威尔艾尼克斯公司与迪士尼公司合作推出的Game Boy Advance游戏，为王国之心系列的外传作品。此游戏采用了GBA的256Mb大容量卡带为载体，剧情承接前作，但是因为是在掌机上，因当时的机能所限，所以重新设计了游戏系统，采用了动作游戏与卡片系统相结合的形式，来弥补由于机能的差距而造成的游戏感。史克威尔艾尼克斯于2007年4月12日在日本地区发售了该作完全3D化的PlayStation 2版本。

## 故事
《王國之心 記憶之鍊》為第一部在GBA推出的《王國之心》系列遊戲，是第一代與第二代之間發生的故事，承接第一代結尾，主角索拉在草原上漫步而之後展開的故事。
故事分為兩部分，可控制的角色為索拉和里克，索拉篇是索拉在忘卻之城往上走，以索拉的記憶混亂和忘卻之城探險為主，最終通向真實；里克篇則是里克在忘卻之城地下走上地面，最終前往光明與黑暗之間的晨曦之路。
索拉篇主要同伴為唐老鴨和高飛，各故事亦有相應的伙伴相助；里克篇的同伴則只有米奇，但威力比其他強大。

## 系統
為了對應GBA的機能，開發了全新的作戰系统。玩家可在遊戲中控制主角索拉，在不同地方冒險，而平時在版圖上行走的時候，可看見NPC或敵人，跟指定NPC對話，就會出現EVENT，這時角色會因對話內容而出現不同的表情，十分細致。而在版圖碰上或攻擊敵人的話，就會進入戰鬥。戰鬥以卡片形式進行，有物理攻擊、魔法攻擊以及協力的卡片，玩家必須善用卡片，作出最好的戰略部署，在對付巨大的BOSS之時，更加講求戰略性，尤其是協力的咭牌，可召出不同的同伴作戰，要適當利用。本作會有不同的角色可作協力作戰。

## 外部連結
- 《王國之心 记忆之链》官方網站 （页面存档备份，存于）（日語）